# Dąbrówki (gmina Grabów nad Pilicą)
Dąbrówki dawniej też Dąbrówka – wieś sołecka w Polsce położona w województwie mazowieckim, w powiecie kozienickim, w gminie Grabów nad Pilicą.
W latach 1975–1998 miejscowość należała administracyjnie do województwa radomskiego.
Wierni Kościoła rzymskokatolickiego należą do parafii Matki Bożej Częstochowskiej w Bożem.